# 41 Tauri
Désignations
41 Tauri est une étoile binaire du Taureau, située à ∼ 420 a.l. (∼ 129 pc) de la Terre.

## Sources
- (en) Cet article est partiellement ou en totalité issu de l’article de Wikipédia en anglais intitulé « 41 Tauri » (voir la liste des auteurs).